# Bouxières-aux-Bois
Bouxières-aux-Bois é uma comuna francesa na região administrativa do Grande Leste, no departamento de Vosges. Estende-se por uma área de 7.68 km². Em 2010 a comuna tinha 144 habitantes (densidade: 18,8 hab./km²).